# 正丁腈
正丁腈是一种腈类有机物，示性式为CH3CH2CH2CN。它是无色液体，和大多数极性有机溶剂互溶。正丁腈是一种危險化学品。

## 制备
工业上通过正丁醇的氨氧化反应制备：
{\displaystyle {\ce {CH3CH2CH2CH2OH + NH3 +O2 ->CH3CH2CH2CN +3H2O}}}

## 性质
正的水解反应可以得到正丁醯胺：
CH3CH2CH2CN + H2O → CH3CH2CH2CONH2
正丁酰胺進一步水解，可以得到正丁酸（CH3CH2CH2COOH）。
它在鎳的催化下，和氫氣反应，生成正丁胺：
CH3CH2CH2CN + 2H2 → CH3CH2CH2CH2NH2
以氢化铝锂为还原剂，亦可得到正丁胺。

## 應用
正丁腈是家禽药物氨丙啉的前体。